# Behind The Mask〜SOL'FINSTERRE VOL.2
『Behind The Mask〜SOL'FINSTERRE VOL.2』（ビハインド・ザ・マスク ソルフィンステレ ボリューム2）は、日本のヴィジュアル系バンドのコンピレーション・アルバム。1997年11月25日発売。

## 解説
- インディーズで活躍する10組のヴィジュアル系バンドの音源が収録されたオムニバス・アルバム。イーストウエスト・ジャパンにおいてヴィジュアル系を取り扱うレーベル「Sol'Finsterre(ソルフィンステレ)」からリリースされた。

## 収録曲
1. 追憶 / D+L
2. 24時の鐘 / Be Free
3. ダイヤ / NALSIST
4. Silhouette / ACid
5. silence / MISTRUST
6. Alicia / Alicia
7. 君色に染められて… / Blue Berry
8. INVISIBLE / GIGOLET
9. RISE / SPEED SLAVES
10. Ash / Dir en grey
1998年7月8日に発売された「「楓」〜if trans…〜」にPVが収録されているが、本作とは音源が異なる。6thシングル「脈」と29thシングル「人間を被る」には、本曲のリアレンジバージョンがカップリングとして収録されている。